# Verein Tibeter Jugend in Europa
Der Verein Tibeter Jugend in Europa (VTJE/TYAE) mit Sitz in Zürich (Schweiz) ist der größte tibetische Jugendverband in Europa. Gegründet wurde er 1970 durch Mitglieder der tibetischen Diaspora.
Zu den Tätigkeitsfeldern gehören die Erhaltung der tibetischen Kultur und Sprache, Pflege und Förderung von Kontakten unter den in Europa lebenden Tibetern, Hilfeleistung bei der Eingliederung in die fremde Umgebung und Aufklärungsarbeit über die politische Lage in Tibet.
Der VTJE hat unter anderem medienwirksame Aktionen im Vorfeld der Olympischen Spiele 2008 durchgeführt. Mehrere Ex-Präsidenten des Vereins nehmen weiterhin Aufgaben in der Diaspora war, so etwa Kelsang Gyaltsen, der EU-Gesandte des Dalai Lama.